# Syndicalisme jaune

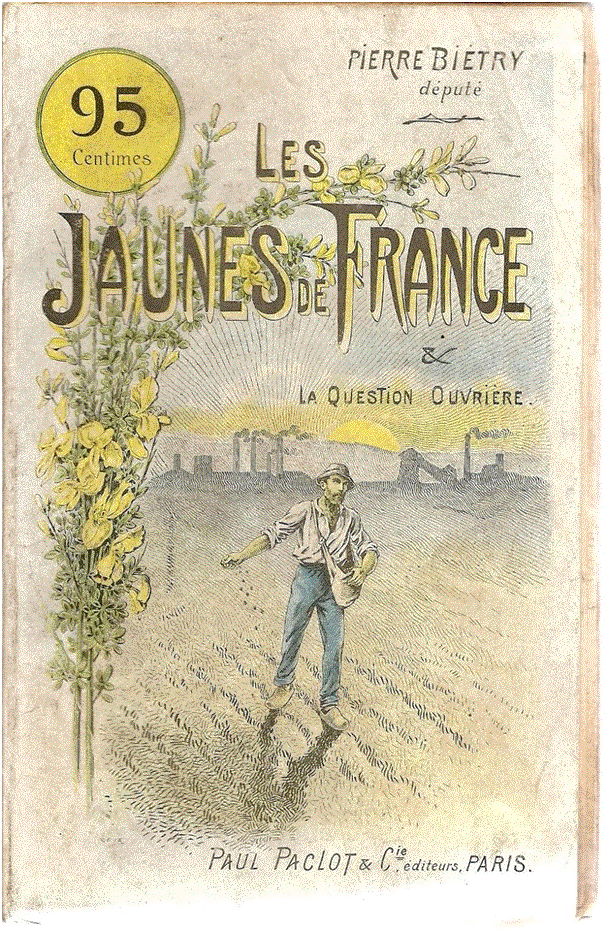
Couverture du livre Les jaunes de France et la question ouvrière de Pierre Biétry, paru en 1906.

Le « syndicalisme jaune » (connu également sous les appellations de mouvement jaune, syndicats jaunes, « les jaunes » ou « droite prolétarienne ») est un mouvement syndicaliste français, connu également sous cette dénomination dans d'autres pays, tant francophones qu'anglophones (« yellow unions »), et en Italie aussi (« i gialli »).
Cette forme de syndicalisme (constitué en opposition aux syndicats « rouges », c'est-à-dire socialistes ou communistes) refuse certains modes d'action comme la grève et l'affrontement avec le patronat. Pour les grévistes, les jaunes sont les non-grévistes. Ce qualificatif, en se généralisant, a pris un sens péjoratif, désignant les « traîtres ».

## Histoire

### Création des premiers syndicats «jaunes»
À la suite de la grève générale de Schneider et Cie au Creusot en septembre-octobre 1899, la sentence arbitrale signée par Pierre Waldeck-Rousseau, président du Conseil, le 7 octobre 1899 autorise notamment la création de syndicats ouvriers à l'initiative de leur employeur : Eugène II Schneider impulse ainsi la création le 29 octobre 1899 du « syndicat des corporations ouvrières du Creusot et de ses dépendances ». D'après le préfet de Saône-et-Loire de l'époque : « Ce nouveau syndicat, formé à l'instigation de l'administration des usines, n'est composé que d'ouvriers favorables au patron et n'a d'autre but que d'entraver l'action du premier syndicat, organisé après la première grève dans un but d'émancipation ouvrière ».
D'autres syndicats jaunes sont ensuite fondés à Montceau-les-Mines (le 8 novembre 1899) puis dans d'autres villes, Gueugnon, Montchanin, Carmaux, Belfort, etc. Pierre Biétry tente même de fédérer ces syndicats à travers une Fédération nationale des Jaunes de France créée le 1er avril 1902.

### Origine du mot « jaune »
L'historien René-Pierre Parize attribue la dénomination « jaune » à « la couleur du local où [le syndicat jaune du Creusot] tient sa permanence ».
Le syndicaliste Pierre Biétry attribuait plutôt cette dénomination au contexte montcellien :

« Montceau-les-Mines donna le signal de la révolte des ouvriers indépendants contre les Rouges… Ils se réunissaient au Café de la Mairie, à Montceau-les-Mines, et leur groupement portait le nom de Syndicat no 2. Effrayés, furieux de ce qu'ils considéraient comme une trahison, les Rouges résolurent de châtier ceux qui voulaient travailler et, pour ce faire, ils vinrent faire le siège du Café de la Mairie : ce fut une émeute… Quand ils furent débloqués par les charges de la police, les assiégés, qui n'avaient pas le choix des matériaux, remplacèrent, tant bien que mal, les carreaux cassés par des feuilles de papier « jaune » dont ils avaient un stock. Ils étaient baptisés. Les Rouges, par dérision, appelèrent le siège social des Indépendants qu'ils avaient saccagé : Syndicat jaune. Depuis cette époque, nos organisations se parent orgueilleusement de l'épithète décochée en pleine bataille. Notre insigne est le genêt ; celui des Rouges, l'églantine. »

Cette version est reprise telle quelle par de nombreuses publications postérieures,,,. L'historienne Michelle Perrot relève toutefois que l'adjectif jaune était déjà utilisé en 1897. De même, le lexicologue Maurice Tournier recense de nombreux usages de l'adjectif jaune dans le milieu syndicaliste à partir des années 1870.
Le linguiste Maurice Tournier explique cette dénomination par la symbolique ancestrale de la couleur jaune et par « l'aptitude que possède jaune à fonctionner de manière adversative avec d'autres couleurs déjà politisées », en l'occurrence le rouge. Il raconte notamment que « certains antigrévistes du Creusot qui, retranchés dans l'usine, étaient ravitaillés avec de la charcuterie » étaient surnommés « les saucissons », un surnom qui ne pouvait pas se propager aussi efficacement que « jaune ». Maurice Tournier estime surtout que le succès de l'appellation « jaune » s'explique par une « inversion connotative volontaire », ce que la sociologie nomme un retournement du stigmate. C'est aussi l'analyse de l'historien Zeev Sternhell : « Invoquant l'exemple des sans-culottes, des communards ou des gueux, selon les circonstances, [les briseurs de la grève du Creusot] revendiquent hautement l'épithète injurieuse ». Ce que confirme la création officielle d'une Fédération nationale des Jaunes de France.

### L'ère Lanoir puis Biétry

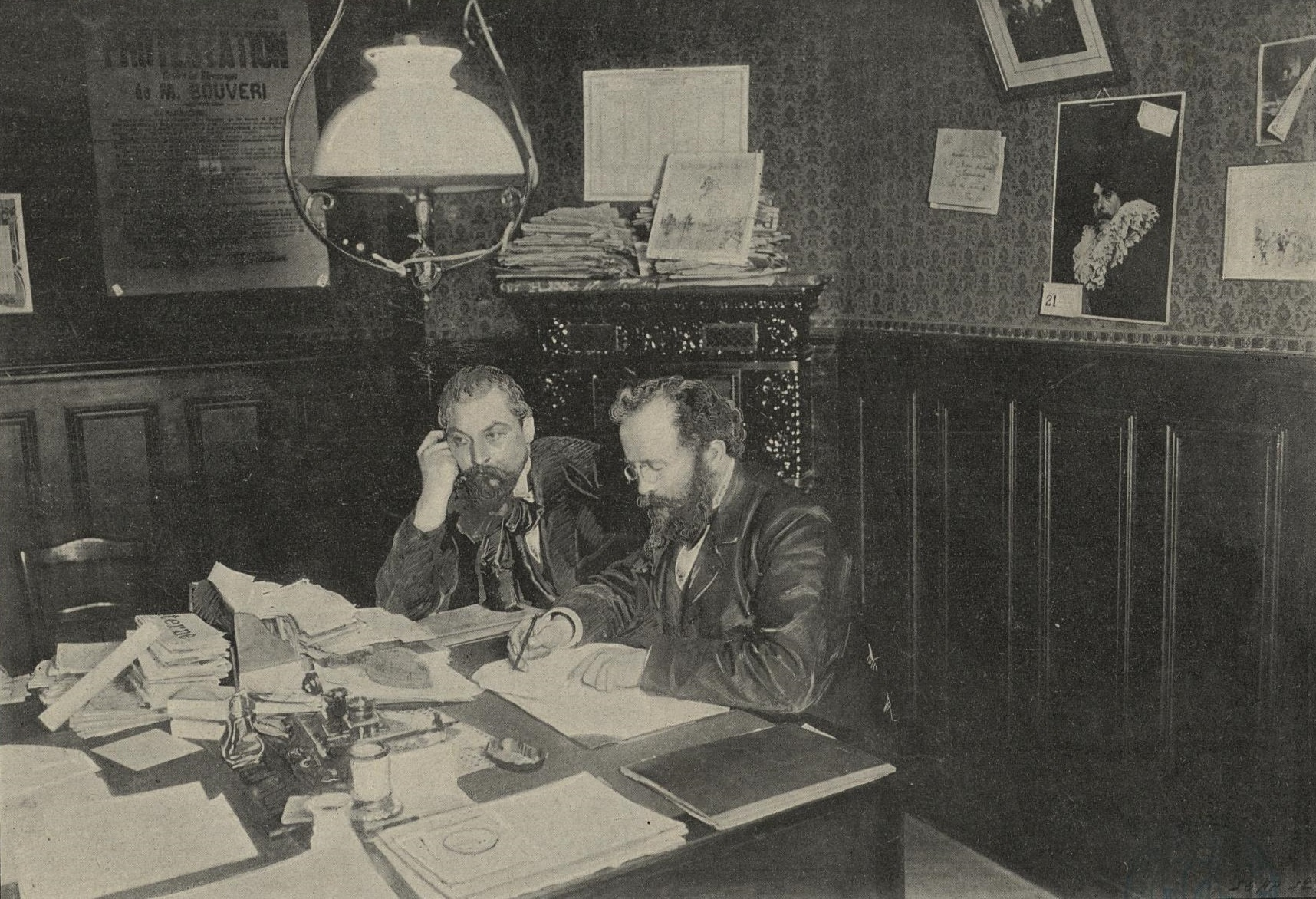
Biétry et Lanoir en 1902.

Le mouvement s'organise à partir de décembre 1901 avec la création de l'Union fédérative des syndicats et groupements ouvriers professionnels de France et des colonies (aussi appelée Fédération nationale des Jaunes de France) qui se veut l'organisation nationale des jaunes, fondée par Paul Lanoir et dirigée par lui jusqu'en avril 1902 où il est évincé par Pierre Biétry.
Le mouvement est antisémite et d'extrême droite dès sa création. Paul Lanoir affirme son slogan dès mars 1902 qui se résume en trois mots : « Patrie, famille, travail », les termes que reprendra la devise du régime de Vichy. Selon Biétry lui-même, dans son ouvrage Le Socialisme et les jaunes, son but est de « réaliser la renaissance nationale en créant la réconciliation des classes sur un programme de justice sociale ».
Dans les faits, ce mouvement s'oppose vigoureusement au mouvement socialiste et il cesse d'y faire référence en 1904. Il est alors soutenu par les nationalistes jusqu'à certains organes radicaux qui pensent tenir là une force nouvelle capable de faire face à la gauche marxiste. Financièrement, il est soutenu par de grands industriels, tel Gaston Japy, le duc d'Orléans ou la duchesse d'Uzès. Présent dans l'Est, le Nord de la France ou à Paris, on estime que le mouvement a atteint les 100 000 adhérents.
En mai 1908, Biétry scinde son mouvement en un parti politique, le Parti propriétiste, et un syndicat, la Fédération syndicaliste des Jaunes de France. Aux socialistes, Biétry oppose la participation des ouvriers à la propriété des moyens de production (le « propriétisme »). À la lutte des classes, les jaunes opposent la collaboration des classes au sein de « la grande famille du travail », unie dans une « inséparable communauté d'intérêts ». Extrêmement violent, le mouvement jaune rêvait, en 1909, de « clouer la charogne de Jaurès vivante contre une porte ».

### Les jaunes après 1945
Les syndicats héritiers des Jaunes sont dispersés et changent souvent de nom : Confédération générale des syndicats indépendants (CGSI), Confédération française du travail, Confédération des syndicats libres, Union française du travail, etc.
Au nom de la productivité, la CGSI s'oppose aux nationalisations. Cette logique l'a poussée à dénoncer les fonctionnaires assimilés parfois à « une bureaucratie fainéante et gaspilleuse » (Travail et Liberté, 29 octobre 1949) et à proclamer la nécessité de l'économie de marché et du libéralisme.
En décembre 1974, la CFT préconise « la concertation permanente à tous les niveaux en instituant une décentralisation et une large délégation des pouvoirs ».
D'une manière générale, les « jaunes » ont rejeté toute référence au fascisme, mais continuent à montrer une opposition frontale à la gauche et à la CGT. Cependant, selon leur pratique de cogestion, il leur arrive de cogérer des comités d'entreprise avec la CFTC, la CFE-CGC ou la CFDT.

### Aujourd'hui
L'expression « syndicat jaune » est le nom donné par les syndicats appelant à la grève à ceux qui n'y appellent pas, accusés d'être opposés aux conflits de classe et d'être conciliants avec le patronat.
Ces accusations sont formulées, par exemple, lors d'un appel à ne pas faire grève lorsque la plupart des autres syndicats y appellent, ou lors de la signature d'accords de branche auxquels la plupart des syndicats sont opposés.
Individuellement, un « jaune » peut aussi désigner un travailleur engagé par un patron pour briser une grève ou lors d’une grève, un travailleur qui compromet son efficacité en refusant d’y participer.

#### Personnes
- Pierre Biétry
- Auguste Blanc
- Jacques Simakis

#### Organisations
- Confédération des syndicats libres
- Union française du travail